# Distretto di Litong
Il distretto di Litong (利通区S, Lìtōng QūP) è un distretto della Cina, situato nella regione autonoma di Ningxia e amministrato dalla prefettura di Wuzhong.